# Liste der denkmalgeschützten Objekte in Nový Bor
Grundlage dieser Liste der denkmalgeschützten Objekte in Nový Bor ist die ÚSKP-Liste (Ústřední seznam kulturních památek České republiky, deutsch Zentrale Liste der Kulturdenkmäler der Tschechischen Republik), die von der tschechischen Denkmalschutzbehörde NPÚ (Národní památkový ústav, deutsch Nationale Denkmalbehörde) seit 1987 geführt wird und an die seit dem Jahr 1850 geschaffenen Listen anschließt.

## Denkmalgeschützte Objekte in der Stadt Nový Bor nach Ortsteilen

### Nový Bor(Haida)
| Lage                                                         | Objekt                                      | Beschreibung | ÚSKP-Nr.                  | Bild                    |
| ------------------------------------------------------------ | ------------------------------------------- | --- | ------------------------- | ----------------------- |
| Nový Bor, náměstí Míru (Standort)                            | Kirche Mariä Himmelfahrt                    | Dekanatskirche Mariä Himmelfahrt, errichtet 1786–1788 vom Tetschener Baumeister Johann Wenzel Kosch (1718–1798), spätbarocker Bau mit halbrundem Presbyterium und einem Turm an der Westseite                                                                                       | 40789/5-3166 Info Katalog | weitere Bilder          |
| Nový Bor, náměstí Míru 1 (Standort)                          | Rathaus                                     | Rathaus, Gebäude in der Mitte des 18. Jahrhunderts als herrschaftlicher Getreidespeicher errichtet, 1768 zum Adelssitz umgebaut, 1821 klassizistischer Umbau zum Rathaus, Ende des 20. Jahrhunderts restauriert                                                                     | 34561/5-4896 Info Katalog | weitere Bilder          |
| Nový Bor, náměstí Míru 57 (Standort)                         | Haus Nr. 57                                 | Bürgerhaus (1763) | 35926/5-3173 Info Katalog | Haus Nr. 57             |
| Nový Bor, náměstí Míru 58 (Standort)                         | Haus Nr. 58                                 | Bürgerhaus (1763) | 18696/5-3174 Info Katalog | Haus Nr. 58             |
| Nový Bor, náměstí Míru 59 (Standort)                         | Haus Nr. 59                                 | Bürgerhaus (1763) | 23781/5-3175 Info Katalog | Haus Nr. 59             |
| Nový Bor, náměstí Míru 60 (Standort)                         | Haus Nr. 60                                 | Bürgerhaus (1759) | 38019/5-3176 Info Katalog | Haus Nr. 60             |
| Nový Bor, náměstí Míru 61 (Standort)                         | Haus Nr. 61                                 | Bürgerhaus (1763) | 26470/5-3177 Info Katalog | weitere Bilder          |
| Nový Bor, náměstí Míru 100 (Standort)                        | Haus Nr. 100                                | Bürgerhaus (1763) | 30063/5-4897 Info Katalog | Haus Nr. 100            |
| Nový Bor, náměstí Míru 101 (Standort)                        | Haus Nr. 101                                | Bürgerhaus (sog. Egermann-Haus), spätbarockes Gebäude, errichtet 1763 von Anton Christoph Kittel | 37638/5-4898 Info Katalog | weitere Bilder          |
| Nový Bor, náměstí Míru 103 (Standort)                        | Haus Nr. 103                                | Bürgerhaus (1767) | 32006/5-4899 Info Katalog | Haus Nr. 103            |
| Nový Bor, náměstí Míru 105 (Standort)                        | Glasmuseum                                  | Glasmuseum, errichtet 1804, vermutlich nach einem Entwurf von Philip Ehrlich | 25165/5-3178 Info Katalog | weitere Bilder          |
| Nový Bor, T. G. Masaryka 4 (Standort)                        | Haus Nr. 4                                  | Bürgerhaus, klassizistischer Bau vom Ende des 18. Jahrhunderts, 1931 nach Plänen des Architekten Emil Hausmann erweitert | 86954/5-5949 Info Katalog | Haus Nr. 4              |
| Nový Bor, T. G. Masaryka 5 (Standort)                        | Haus Nr. 5                                  | Bürgerhaus, zweistöckiger klassizistischer Bau, erbaut 1804, trotz späterer Umbauten immer noch eines der wertvollsten klassizistischen Gebäude der Stadt | 25804/5-3168 Info Katalog | Haus Nr. 5              |
| Nový Bor, T. G. Masaryka 6 (Standort)                        | Haus Nr. 6                                  | Bürgerhaus, spätbarocker Bau aus dem 18. Jahrhundert, 1902 erweitert | 86955/5-5950 Info Katalog | Haus Nr. 6              |
| Nový Bor, T. G. Masaryka 35 (Standort)                       | Haus Nr. 35                                 | Bürgerhaus | 29097/5-3179 Info Katalog | weitere Bilder          |
| Nový Bor, T. G. Masaryka 42 (Standort)                       | Haus Nr. 42                                 | Apotheke „Zum Goldenen Löwen“ (Lékárna U Zlatého lva) | 42096/5-4907 Info Katalog | weitere Bilder          |
| Nový Bor, T. G. Masaryka 43 (Standort)                       | Haus Nr. 43                                 | Bürgerhaus, klassizistisches Gebäude von 1810 | 46212/5-4908 Info Katalog | weitere Bilder          |
| Nový Bor, T. G. Masaryka 45 (Standort)                       | Haus Nr. 45                                 | Bürgerhaus, Restaurant und Geschäft, klassizistisches Gebäude aus den 1830er Jahren | 23363/5-4909 Info Katalog | Haus Nr. 45             |
| Nový Bor, T. G. Masaryka 46 (Standort)                       | Haus Nr. 46                                 | spätbarockes zweigeschossiges Umgebindehaus von 1797, jetzt renoviert, als Informationszentrum genutzt | 46784/5-4910 Info Katalog | weitere Bilder          |
| Nový Bor, T. G. Masaryka 223 (Standort)                      | Haus Nr. 223                                | Bürgerhaus, frühklassizistisches zweigeschossiges Wohnhaus, errichtet vermutlich am Ende des 18. Jahrhunderts | 42229/5-4911 Info Katalog | Haus Nr. 223            |
| Nový Bor, Wintrova 87 (Standort)                             | Haus Nr. 87                                 | Wohnhaus | 35667/5-3180 Info Katalog | Haus Nr. 87             |
| Nový Bor, Liberecká 99 (Standort)                            | Haus Nr. 99                                 | Bürgerhaus | 45661/5-3169 Info Katalog | Haus Nr. 99             |
| Nový Bor, Kalinova 106 (Standort)                            | Haus Nr. 106                                | Bürgerhaus (Umgebindehaus), vermutlich 1768 erbaut, wertvolles Dokument der Spätbarockarchitektur in der Stadt | 21735/5-4900 Info Katalog | Haus Nr. 106            |
| Nový Bor, Kalinova 107 (Standort)                            | Haus Nr. 107                                | Bürgerhaus | 23456/5-4901 Info Katalog | Haus Nr. 107            |
| Nový Bor, Kalinova 109 (Standort)                            | Haus Nr. 109                                | zweigeschossiges Umgebindehaus mit Sockel und Mansarddach, erbaut um 1780, authentisch erhaltenes Gebäude, typisch für die Volksarchitektur des Lausitzer Vorgebirges. Geburtshaus des Dichters Josef Jaroslav Kalina (1816–1847).                                                  | 36311/5-4902 Info Katalog | Haus Nr. 109            |
| Nový Bor, Sloupská 129 (Standort)                            | Haus Nr. 129                                | Bürgerhaus (1770) | 21950/5-4903 Info Katalog | Haus Nr. 129            |
| Nový Bor, Sloupská 132 (Standort)                            | Haus Nr. 132                                | Bürgerhaus | 33534/5-4932 Info Katalog | weitere Bilder          |
| Nový Bor, Sloupská 135 (Standort)                            | Haus Nr. 135                                | Bürgerhaus (1790) | 35070/5-3181 Info Katalog | Haus Nr. 135            |
| Nový Bor, Sloupská 137 (Standort)                            | Haus Nr. 137                                | Bürgerhaus (1796) | 34848/5-4904 Info Katalog | Haus Nr. 137            |
| Nový Bor, Sloupská 378 (Standort)                            | Villa Nr. 378                               | Jugendstilvilla „Marianne“, erbaut zu Beginn des 20. Jahrhunderts für den Glaskaufmann August Oppitz (1859–1939), zweistöckiges Gebäude mit zwei Risaliten und einem turmförmigen Eckbau, verzierter Fassade sowie Glasmalerei mit Landschafts- und Figurenmotiven.                 | 22495/5-4905 Info Katalog | Villa Nr. 378           |
| Nový Bor, Špálova 139 (Standort)                             | Bauernhaus Nr. 139                          | Bauernhaus | 21422/5-4906 Info Katalog | weitere Bilder          |
| Nový Bor, Alšova 149 (Standort)                              | Haus Nr. 149                                | Bürgerhaus, klassizistisches Umgebindehaus vom Ende des 18. Jahrhunderts, in der zweiten Hälfte des 19. Jahrhunderts nach einem Projekt von Emanuel Kleinwächter umgebaut | 42069/5-4912 Info Katalog | Haus Nr. 149            |
| Nový Bor, Alšova 150 (Standort)                              | Haus Nr. 150                                | Bürgerhaus | 35183/5-4913 Info Katalog | Haus Nr. 150            |
| Nový Bor, Alšova 152 (Standort)                              | Haus Nr. 152                                | Bürgerhaus | 14120/5-4930 Info Katalog | Haus Nr. 152            |
| Nový Bor, Husova 161 (Standort)                              | Haus Nr. 161                                | Bürgerhaus, ein zweistöckiges Haus als Vertreter der klassizistischen Architektur der Wende des 18. zum 19. Jahrhundert, errichtet nach einem Projekt von Emanuel Kleinwächter | 29312/5-3170 Info Katalog | Haus Nr. 161            |
| Nový Bor, Palackého náměstí 165 (Standort)                   | Haus Nr. 165                                | Bürgerhaus, klassizistischer Bau von 1807 | 47207/5-4918 Info Katalog | Haus Nr. 165            |
| Nový Bor, Palackého náměstí 166 (Standort)                   | Haus Nr. 166                                | Bürgerhaus | 22712/5-4919 Info Katalog | Haus Nr. 166            |
| Nový Bor, Palackého náměstí 170 (Standort)                   | Haus Nr. 170                                | Bürgerhaus, klassizistischer Bau mit einem untypischen zweigeschossigen Holzvorbau, zwischen 1790 und 1793 vom Zimmermann Philip Pech erbaut | 41884/5-4914 Info Katalog | weitere Bilder          |
| Nový Bor, Palackého náměstí 181 (Standort)                   | Haus Nr. 181                                | Bürgerhaus (1790) | 34774/5-3171 Info Katalog | weitere Bilder          |
| Nový Bor, Palackého náměstí 183 (Standort)                   | Haus Nr. 183                                | Bürgerhaus | 33003/5-4920 Info Katalog | weitere Bilder          |
| Nový Bor, Palackého náměstí 184 (Standort)                   | Haus Nr. 184                                | Bürgerhaus | 27891/5-4921 Info Katalog | weitere Bilder          |
| Nový Bor, Palackého náměstí 185 (Standort)                   | Haus Nr. 185                                | Bürgerhaus | 21644/5-4922 Info Katalog | Haus Nr. 185            |
| Nový Bor, Palackého náměstí 186 (Standort)                   | Haus Nr. 186                                | Bürgerhaus, neugotisches zweistöckiges Haus mit Innenhof und reichem Stuckdekor an der Fassade, erbaut 1868. Das Gebäude ist eines der wertvollsten Gebäude der Stadt und ein relativ einzigartiges Beispiel für historische Gebäude, die von der englischen Gotik inspiriert sind. | 29186/5-4923 Info Katalog | Haus Nr. 186            |
| Nový Bor, Palackého 170-171 (Standort)                       | Haus Nr. 171                                | Gruppe von insgesamt vier Häusern: historisches Bürgerhaus Nr. 170 und 171, dazwischen das Glashaus und das Schwarze Haus (Neubauten) | 27844/5-4915 Info Katalog | weitere Bilder          |
| Nový Bor, Palackého 172 (Standort)                           | Haus Nr. 172                                | Bürgerhaus | 40975/5-4916 Info Katalog | weitere Bilder          |
| Nový Bor, Palackého 176 (Standort)                           | Haus Nr. 176                                | Bürgerhaus | 14780/5-4917 Info Katalog | Haus Nr. 176            |
| Nový Bor, Palackého 189 (Standort)                           | Haus Nr. 189                                | Bürgerhaus | 24625/5-3172 Info Katalog | Haus Nr. 189            |
| Nový Bor, Tkalcovská 205 (Standort)                          | Haus Nr. 205                                | Bürgerhaus | 28669/5-4924 Info Katalog | Haus Nr. 205            |
| Nový Bor, Tkalcovská 206 (Standort)                          | Haus Nr. 206                                | Bürgerhaus (1872) | 21106/5-4925 Info Katalog | Haus Nr. 206            |
| Nový Bor, Tkalcovská 210 (Standort)                          | Haus Nr. 210                                | Bürgerhaus | 28325/5-4926 Info Katalog | Haus Nr. 210            |
| Nový Bor, Tkalcovská 211 (Standort)                          | Haus Nr. 211                                | Bürgerhaus | 45267/5-4927 Info Katalog | Haus Nr. 211            |
| Nový Bor, Tkalcovská 215 (Standort)                          | Haus Nr. 215                                | Bürgerhaus | 33277/5-4928 Info Katalog | Haus Nr. 215            |
| Nový Bor, Ke koupališti (Standort)                           | Kapelle in Nový Skalice                     | Nischenkapelle in Nový Skalice (Neu-Langenau) | 16122/5-3242 Info Katalog | Kapelle in Nový Skalice |
| Nový Bor, hinter dem östlichen Ende des Friedhofs (Standort) | Gräber der Anführer des Rumburker Aufstands | Gräber der Anführer des Rumburger Aufstands | 21929/5-3165 Info Katalog | weitere Bilder          |

### Arnultovice (Arnsdorf)
| Lage                                                   | Objekt              | Beschreibung           | ÚSKP-Nr.                  | Bild           |
| ------------------------------------------------------ | ------------------- | ---------------------- | ------------------------- | -------------- |
| Arnultovice, Gen. Svobody / Dobrovského 561 (Standort) | Kapelle St. Rosalie | Rosalienkapelle (1736) | 18442/5-3183 Info Katalog | weitere Bilder |
| Arnultovice, Gen. Svobody / Havlíčkova (Standort)      | Mariensäule         | Marienstatue (1743)    | 27058/5-3184 Info Katalog | Mariensäule    |
| Arnultovice, Gen. Svobody 24 (Standort)                | Bauernhaus Nr. 24   | Bauernhaus             | 14204/5-3186 Info Katalog | weitere Bilder |
| Arnultovice, Odboje 85 (Standort)                      | Bauernhaus Nr. 85   | Bauernhaus             | 24017/5-3185 Info Katalog | weitere Bilder |

### Bukovany (Bokwen)
| Lage                                               | Objekt                          | Beschreibung                                                                | ÚSKP-Nr.                  | Bild           |
| -------------------------------------------------- | ------------------------------- | --------------------------------------------------------------------------- | ------------------------- | -------------- |
| Bukovany (Standort)                                | Kapelle des hl. Josef           | Josefskapelle (1802)                                                        | 15355/5-2867 Info Katalog | weitere Bilder |
| Chomouty, am Abzweig von der Landstraße (Standort) | Kapelle der hl. Maria Magdalena | Kapelle der hl. Maria Magdalena, erbaut 1774, renoviert 1898, erneuert 2011 | 23206/5-2869 Info Katalog | weitere Bilder |

### Janov (Johannesdorf)
| Lage                     | Objekt     | Beschreibung | ÚSKP-Nr.                  | Bild           |
| ------------------------ | ---------- | ------------ | ------------------------- | -------------- |
| Janov če. 124 (Standort) | Bauernhaus | Bauernhaus   | 31357/5-3280 Info Katalog | weitere Bilder |
| Janov če. 115 (Standort) | Bauernhaus | Bauernhaus   | 38765/5-3279 Info Katalog | weitere Bilder |

### Pihel (Pihl)
| Lage                     | Objekt          | Beschreibung | ÚSKP-Nr.                  | Bild           |
| ------------------------ | --------------- | --- | ------------------------- | -------------- |
| Pihel če. 15 (Standort)  | Umgebindehaus   | Umgebindehaus | 25601/5-3213 Info Katalog | weitere Bilder |
| Pihelský vrch (Standort) | Burgruine Pihel | Relikte der Burgruine Pihl (Hrádek Pihel), errichtet im 14. Jahrhundert auf einem markanten Basalthügel, erhalten sind Teile der Befestigungsanlagen, Umfassungsmauern und Fundamente des Turms, vermutlich eine kleine Adelsburg vom Typ Donjon (Wohnturm) | 30008/5-3211 Info Katalog | weitere Bilder |